# Slam Dance
Pour plus de détails, voir Fiche technique et Distribution.
Slam Dance est un film américain de Wayne Wang sorti en 1987.

## Fiche technique
- Titre : Slam Dance
- Réalisation : Wayne Wang
- Scénario : Don Keith Opper (en)
- Durée : 92 minutes
- Dates de sortie :
  - France : 13 mai 1987
  - Canada : 11 septembre 1987
  - États-Unis : 2 octobre 1987

## Distribution
- Tom Hulce (VF : Luq Hamet) : C.C. Drood
- Mary Elizabeth Mastrantonio : Helen Drood
- Virginia Madsen : Yolanda Caldwell
- Don Keith Opper (en) : Buddy
- Millie Perkins : Bobby Nye
- Harry Dean Stanton (VF : Bernard Tiphaine) : Détective Benjamin Smiley
- Lin Shaye : Bibliothécaire
- Judith Barsi : Bean